# 氧化镓
氧化镓是镓最稳定的氧化物，化学式为Ga2O3，是一种无机化合物，白色的晶体粉末，具有两性。它是作为制造宽带隙半导体的一部分。

## 制备
氧化镓可以通过在空气中加热金属镓或在200~250℃热分解硝酸镓得到。氧化镓有五种形态——α, β, γ, δ和ε，其中β-Ga2O3是最稳定的形态。
- β-Ga2O3可以通过在1000℃加热硝酸镓、乙酸镓、草酸镓或其它有机衍生物得到。通过化学气相沉积在980℃也能制得β-Ga2O3。[5]

2 C + Ga2O3 → Ga2O + 2 CO
Ga2O3 + 3 C → 2 Ga + 3 CO
2 Ga2O + 2 O2 → 2 Ga2O3
4 Ga + 3 O2 → 2 Ga2O3
- α-Ga2O3可以通过在65 kbar与1100℃加热β-Ga2O3得到。其水合物可以通过在500℃分解沉淀并老化的氢氧化镓得到。
- γ-Ga2O3通过在400~500℃迅速加热氢氧化镓凝胶得到。多晶体可以通过直接的溶剂热反应制备。[6]
- δ-Ga2O3由Ga(NO3)3在250˚C热分解得到。
- ε-Ga2O3可以通过550℃短暂加热δ-Ga2O3 30分钟得到。[4]

## 化学性质
氧化镓可以和碱金属氧化物在高温反应，产生偏镓酸盐，如NaGaO2；和Mg、Zn、Co、Ni、Cu的氧化物加热形成尖晶石型晶体，如MgGa2O4。
它溶于碱金属氢氧化物溶液，形成Ga(OH)−
4羟基配离子。
它和氯化氢气体在氩气气氛中反应，生成无水三氯化镓GaCl3：
Ga2O3 + 6 HCl → 2 GaCl3 + 3 H2O
和氟气反应，产生无水氟化镓；溶于50%氢氟酸，生成氟化镓的三水合物：
Ga2O3 + 6 HF → 2 GaF3·3H2O
它可以被氢气还原为氧化亚镓（一氧化镓）Ga2O，也可以被单质镓还原：
Ga2O3 + 2 H2 → Ga2O + 2 H2O
Ga2O3 + 4 Ga → 3 Ga2O

## 應用
氧化鎵是一種重要的功能性材料。人們正在研究將它們用於雷射、螢光粉和發光材料，並且已證明它們具有催化特性，可作為半導體結中的絕緣屏障。。
穩定的氧化物单斜晶系β-氧化鎵（III）用於氣體传感器、螢光粉、發光材料和太陽能電池的電介質塗層。透明導體在深紫外線領域的應用潛力也已被證實。

## 參看
- 納米技術